# Таврово
Таврово е село в Белгородски общински район на Белгородска област на Руската федерация
Административен център на Тавровското селско селище в Белгородска област.

## География
Село Таврово се намира на живописно място, на 10 км от областния и областен център – град Белгород; от северозапад е село Дубовое, от югоизток - село Николское; на изток - на 5 км от село Белгородско язовир. Теренът е равен; в околностите растат широколистни гори.

## История
Датата на основаване на Тавров е неизвестна. За първи път селото се споменава като собственик в края на 18 век.
Според документ от 1792 г., съхраняван в Държавния архив на Курска област (ГАКО. Фонд. 621. Опис 3. Дело. 1385 г.), село Тавровая, Бесоновская волость, Белгородска област, е било собственост на белгородски земевладелец - родом от стария дворянски род Виродови - капитан Юрий Андреевич Выродов. В селото през 1792 г. фигурира: 15 домакинства, броят на жителите е 121 души, от които 62 души. мъже и 59 души. женски пол. Площта на имението е 11 дка 668 сажни, обработваема земя - 257 дка 1136 сажни; описанието също така казва: "... езерце, земята е черна земя, реколтата от хляб е по-добра, косенето е посредствено, гората е дърва за огрев, черкаси на обработваема земя."
В началото на 19 век село (слобода) Таврово принадлежи на белгородските земевладелци братя И. Е. и Н. А. Рябинин, а през 1827 г. имението (със земя и селяни) е придобито от ръководителя на административната власт на окръжния център , кмет на Белгород Николай Фомич Говорухо-Отрок (1785 - след 1858).
Според статистическия комитет за 1862 г. се казва: „Курска губерния. — II. Белгородска област. - лагер 2. Таврова, село, собственик, близо до езерото; разстоянието от околийския център е 9 версти, от лагерния апартамент - 8 версти; броят на домакинствата - 24, броят на жителите мъже - 149 души, жени - 174 души. Православен храм 1 (един)”.
Според данните от земското преброяване на домакинствата от 1884 г.: „в село Таврова броят на домакинствата е 62, жителите са 221 души, включително 125 души. съпруг. пол, 96 души женски пол; грамотни 3 мъже. от три семейства и ученик (училище на 7 мили); разпределение на земя от 150,5 акра "глинест чернозем в 2 имения", включително 129 дес. чифлик и орна земя, сенокос - 15 дес., пасище - 6,5 дес.; селяните имали 103 работни коня (с 45 жребчета), 73 крави (с 30 телета), 91 овце, 16 прасета, 6 стопани отглеждали пчели (113 кошера); В селото има 3 промишлени предприятия.
Православните жители на село Таурова са изброени като енориаши на Константиновата църква (на името на равноапостолния цар Константин) на древното белгородско село Репной (Чаусовка). В същото село Таврова е имало параклис, в който се е намирало местното гробище. ..

## Връзки
1. ↑  Всероссийская перепись населения 2002 года
2. ↑  govoruho-otroki.doc — Просмотр документов //    Архивиран от оригинала на 2017-09-03. Посетен на 2016-01-24.
3. ↑  Ю. Н. ГОВОРУХО-ОТРОК (1854—1896) Архив на оригинала от 2016-03-05 в Wayback Machine. Сайт Тавровского поселения
4. ↑  Списки населённых мест Курской губернии на 1862 год. Архив на оригинала от 2019-11-17 в Wayback Machine. — СПб., 1867. — С. 25
5. ↑  Таврово //    Архивиран от оригинала на 2016-02-02. Посетен на 2016-01-02.